# Marcel Huber (cyclisme)
Pour les articles homonymes, voir Huber.
Marcel Huber, né le 25 juin 1927 à Genève, et mort le 15 décembre 2014 à Pleubian Côtes-d'Armor, est un coureur cycliste suisse, professionnel de 1950 à 1955. 

## Palmarès
- 1950
  - 3e de Paris-Dieppe
- 1952
  - 2e du Tour du Maroc
- 1953
  - 2e du championnat de Suisse sur route
  - 3e du Tour du Tessin
  - 8e du Tour de Suisse
- 1954
  - Tour du Maroc
  - 4e du Tour d'Europe
  - 5e du Tour de Romandie
  - 6e du Tour de Suisse
- 1955
  - 9e du Tour de Suisse

## Résultats sur les grands tours

### Tour de France
5 participations
- 1951 : 35e
- 1952 : abandon (8e étape)
- 1953 : 32e
- 1954 : abandon (13e étape)
- 1955 : abandon (17e étape)

### Tour d'Italie
- 1952 : abandon
- 1954 : 36e

### Tour d'Espagne
1 participation
- 1955 : abandon (15e étape)